# SILENT KNIGHT翔
『SILENT KNIGHT翔』（サイレントナイト ショウ）は、車田正美による日本の少年漫画。『週刊少年ジャンプ』（集英社）において、1992年35号から同年48号まで連載された。単行本はジャンプ・コミックスから全2巻。

## 概要
神人類として“エボリューション”能力に覚醒した少年・翔が、一般人を旧人類とみなして抹殺を企む謎の組織、ネオ・ソサエティに戦いを挑む物語。最終話では、次回に続くかのような展開のまま、「NEVER END」とのエンドタイトルと共に終了しており、物語の完結はしていない。
連載当初は数々の伏線となる描写がなされていたが、単行本ではその伏線を取り消すような描き直しが行なわれている。たとえば、ネオ・ソサエティの階級はシスター以外はチェスの駒と同じであり、登場人物のルック（チェスでは城兵もしくは戦車の意）は、連載時はとある前線基地を守る幹部的存在として描かれていたが、単行本ではルックが「城兵」ならぬ「城主」としてネオ・ソサエティの最高権力者とされている。
尚、本作は『聖闘士星矢』とはスターシステムのように容姿が酷似するキャラクターが複数登場している。ただし、読者には受け入れられなかった。
最終話のジャンプ巻末で車田は「GOOD-BYE」との作者コメントを残した。コメント通り、車田は本作連載終了後に『週刊少年ジャンプ』との専属契約を解消、その後は『スーパージャンプ』・『月刊少年エース』（角川書店）・『週刊少年チャンピオン』（秋田書店）など、他社刊行のものを含む各誌に連載している。

## 登場人物

### 翔と仲間たち
翔（しょう）
主人公の中学生。13歳。ルーツはファルコン、階級はサイレントナイト。エボリューション能力に覚醒する以前から、ケンカ空手の天才児として名が知れており、「爆裂拳」という得意技を持っていた。ネオ・ソサエティとの戦いに巻き込まれ、以前から飼っていた愛鳥のハヤブサ・ピイたんを殺された怒りからエボリューションが覚醒。やがて自分の意志でエボリューションすることに開眼し、人の命を守って戦うために立ち上がる。地上最速の動物であるハヤブサがルーツであるため、スピード攻撃が得意。無限大の潜在力を秘め、神人類として覚醒したばかりとは思えない急速な成長ぶりは、アーサーをも驚愕させる。必殺技は爆裂拳をエボリューションで進化させて放つファルコンバースト。
※ルーツ、エボリューション、階級については#用語を参照。
紫鈴（シーリン）
翔が初めて出会った神人類の少女。ルーツはフェアリー、階級はサイレントナイト。シスターから翔のことを教えられており、翔にエボリューション能力のことを教えるために彼のもとへやって来た。武器の2本のクラブからは細長い帯が飛び出し、新体操のリボンにも似た技を繰り出す。得意技はレインボーリボン、サーパントホップなど。またこのリボンは色別に数種類あってそれぞれ別々の効力を持ち、攻撃のみならず他者の治癒にも用いられる。
皇虎（おうこ）
シスター配下のサイレントナイトで、ルーツはタイガー。神人類たちにとっての秘宝「神人類の矢」を守るために現れた。翔の味方を名乗るが、その実、神人類の矢を守るためなら人質となった紫鈴をも見捨てる冷徹な性格である。必殺技は、あらゆる物を斬り裂くという七星剣で繰り出す七星斬妖。
涼（りょう）
皇虎と行動を共にするサイレントナイト。ルーツはピーコック。「面倒くさいなぁ」が口癖。美少年の容姿に似合わず、その実力は皇虎以上という。大地の息吹を音楽に変える生命（いのち）のタクトを武器とし、これで相手を操って倒すフューネラル・コンチェルトが必殺技。
シスター
孤児だった翔が育った教会に、3年前に訪れたシスター。ネオ・ソサエティの一員だったが、組織に反旗を翻し、彼らと戦うための神人類を集め、翔にもエボリューション能力を覚醒させるためにハヤブサの卵を与え、育てさせた。しかしその目論見はネオ・ソサエティに知られ、シスター配下のナイトはほとんどが殺害されたという。王虎たち登場時点で、ネオ・ソサエティに対する全面対決を決意し、城へ向かったという。

### ネオ・ソサエティ
アーサー
ネオ・ソサエティから日本に派遣された神人類。14歳。ルーツはイーグル、階級はミッドナイト。7歳にして神人類として覚醒し、ネオ・ソサエティの一員となっていた。家族として両親と姉マリアがいたが、4年前に組織の定めに基き、姉の18歳の誕生日に両親と姉を手にかけた。相手のあらゆる能力を数値化して調べ上げる、スキャンという能力を持つ。その戦闘力は覚醒当初の翔の50倍に達する。
クルーガー
アーサーと共に派遣されたサイレントナイト。ルーツはバッファロー（野牛）。パワー技を得意とし、必殺技はバッファローレイジングドーム。覚醒当初の翔の30倍の戦闘力を持っていたが、急速に成長を遂げる翔に敗北。さらにアーサーの指示に背いた罰で彼から制裁を受け、瀕死となる。敵対していた翔が自分を助けようとしたことから、翔の優しさに気づき、ダメージを負った彼を残りわずかな命によるチャージで回復させ、息絶えた。
※チャージについては#用語を参照。
チラノザウルス
最初に翔と戦いを繰り広げた神人類。通称、チラノ。ルーツはチラノザウルス、階級はポーン。エボリューション能力に覚醒した翔に倒される。翔に脚を貫かれたときあまりの痛みで一瞬姿が人間に戻る。
プテラノドン
チラノたちと共に派遣されたポーン。通称、プテラノ。ルーツはプテラノドン。紫鈴に倒される。
スライム
チラノたちと共に派遣されたポーン。ルーツはスライム。体内に相手を取り込み、体はもとより骨まで溶かしてしまう。自分の意志によるエボリューション能力に完全に開眼した翔に倒される。
トリケラトプス
チラノたちと共に派遣されたポーン。通称、トリケラ。ルーツはトリケラトプス。不用意な発言でクルーガーの不興を買う。スライム戦で覚醒した直後の翔に瞬殺。KO後しばらくすると透けたシェルターの残骸から人型が見えた（他のポーンも同様）。
パキケファロサウルス
チラノたちと共に派遣されたポーン。通称、パキケファロ。ルーツはパキケファロサウルス。得意技は自称・地上最強のヘッドバットだが、階級が上の翔には敵わず、倒される。
ステゴザウルス
チラノたちと共に派遣されたポーン。ルーツはステゴザウルス。紫鈴に倒される。
ジャコビニ
ネオ・ソサエティきっての殺戮集団を率いるミッドナイト。アーサーを反逆者に仕立て上げたルックにより、彼の抹殺のために派遣された。ルーツはブラック・ホーク。翔と彼との戦いの幕開けの場面で作品が終了したため、特徴や技は不明。
タラン
ジャコビニと共に派遣されたミッドナイト。ルーツはスパイダー。触れただけでも肉を斬るという蜘蛛の糸状のスパイダー・スレッドを自在に操り、スレッドで編んだ蜘蛛の巣状のバトル・ネットに相手を捕らえる。必殺技はオクト・レザー。皇虎の七星斬妖にバトル・ネットを斬り裂かれ、下級騎士に敗れることを信じられないまま敗れ去った。
ネーク
ジャコビニと共に派遣されたミッドナイト。ルーツはラミア。必殺技はデッド・テール・ロンド。その技で涼を仕留めたと思いきや、技を繰り出す前に既に涼の術中にはまっており、タラン同様、下級騎士に敗れることを信じられないまま敗れ去った。女性的な風貌と言動の持ち主だが、性別は男。タラン、ネークの両者は連載時は名前がなくコミックスで判明。
コウモリ
ルックのもとに仕えているサイレントナイト。ルーツはバット。コウモリの名はルーツからの通称か、本名かは不明。ルックが保管していたはずの神人類の矢を何者かに奪われたことを知ってしまったため、口止めのためにルックに抹殺された。
アルファロメオ
ルックに仕える神官。階級はビショップ、ルーツはグリフォン。通称、ロメオ。密かにルックすら恐れさせる力を秘めているらしい。
ルック
ネオ・ソサエティの最高権力者。ルックとは階級名で、本名は不明。ルーツはワイルドボア。人の生肉と生き血が大好物で、多くの女性を周囲にはべらせ、時に彼女らを生きたまま食べることを楽しみとしている。アーサーがシスターの教会で巨大な生命のオーラを感じたことから、神人類の矢を紛失したことを気づかれぬよう、ジャコビニたちにアーサー抹殺を命じる。
連載時は4つあるネオ・ソサエティの拠点を担当する幹部の一人に過ぎないとされていた。

### その他の人物
マリア
アーサーの8歳上の姉。18歳の誕生日を迎えた午前0時、実弟のアーサーにより旧人類として両親と共に殺害された。しかし両親の遺体は床に転がっていたが、マリアはナイフを胸に突き立てられたまま海へ落ち、明確な死の描写はなかった。アーサーはシスターの教会のマリア像から姉のフィールを感じ、シスターと姉マリアが同一人物という疑惑を抱く。

## 用語
エボリューション
人間の進化の過程において、かつての弱肉強食の時代に自分が何だったか、その記憶を目覚めさせ、過去の戦闘力と現在の人間としての知力を融合させ、新たに戦闘的な姿へと進化（変身）すること。エボリューションした者の姿は常人の目に映らないため、神人類同士の戦いは常人は感知できない。
旧人類（きゅうじんるい）
ネオ・ソサエティがエボリューション能力を持たない18歳以上の人間につけた呼び名。18歳未満はエボリューションの可能性を秘めているため、まだ旧人類とは見なされない。
サイレントナイト
ネオ・ソサエティにおける神人類の階級のひとつ。下級騎士。戦闘力51〜3000の者を指し、99名存在する。雑兵扱いであるポーンを除けばナイトがネオ・ソサエティの実働戦力と言えるため、ポーンより上格にもかかわらずしばしば「最下級」と呼ばれる。
シェルター
神人類がエボリューションした際、その者の身を包むように出現する「生命の鎧」。爪や髪の毛同様、人間の体自体から生み出されるものである。戦闘を終えると、役目を終えたシェルターはその者の体から脱皮し、ルーツである動物の姿へと変形する。エボリューションした神人類は常人の目には見えないが、脱皮したシェルターは時間経過と共に分解･自然消滅する。ただし、常人の目に見えるため、破壊して始末する必要がある。たとえ破壊しても、エボリューションすれば何度でも体から生み出すことができる。
シスター
ネオ・ソサエティにおける神人類の階級のひとつ。ナイト指導者であり、各地から神人類の能力を秘めた子供たちを見つけ出してその能力を引き出す。本来はそうして育てた神人類をネオ・ソサエティの忠実な戦士として教育することを任務とする。1名のみ存在し、戦闘力は不明。
城（しろ）
ネオ・ソサエティ最大エリア。ルックは普段はこの城の玉座に鎮座しており、神人類の矢も本来はこの城に保管されていた。他にも各国の拠点として日本エリアなどが存在する。
神人類（しんじんるい）
エボリューション能力を身につけた人間。ナイト以上の神人類の胸にはそれぞれのルーツを象った浮かび上がるアザがあるのも特徴（エボリューション後はシェルターの胸部にデザインされている）。
神人類の矢（しんじんるいのや）
ネオ・ソサエティきっての秘宝。ネオ・ソサエティに敵対する者が手にすれば、ネオ・ソサエティ全てを崩壊させるほどの力を秘めているという。ルックも気づかぬ間にシスターにより盗み出され、翔が育った教会のマリア像の中に隠されていた。
連載時は「青龍の矢」と呼ばれており、四神に対応した4つのアイテムの一つという設定だった。
チャージ
神人類が他の神人類に自分のエナジー（生命力）を分け与えること。これにより他者のダメージを回復させることができる。ただしチャージを行なった者は当然、その分だけエナジーが減り、チャージを酷使すれば自分が死ぬ危険性すらある。また、チャージをもってしても死者の蘇生までは不可能。
ネオ・ソサエティ
神人類のみで構成される謎の組織。エボリューション能力を持たない18歳以上の人間を、地球を荒し破滅に追いやる旧人類と見なして抹殺し、神人類のみによる世界を作り上げようと企んでいる。加入時は18歳以上の家族を全員殺害することで、組織への忠誠の証を立てる。構成員である神人類には階級が定められており、上から順にルック→ビショップ→シスター→ホーリーナイト→ミッドナイト→サイレントナイト→ポーン。
ビショップ
ネオ・ソサエティにおける神人類の階級のひとつ。ルックに仕える神官。戦闘力8001〜9000の者を指し、1名のみ存在する。
フィール
神人類のみが発する気配。神人類はこれを感じ取ることで、神人類の接近を予知することができる。
ホーリーナイト
ネオ・ソサエティにおける神人類の階級のひとつ。上級騎士。戦闘力6001〜8000の者を指し、2名のみ存在する。
ポーン
ネオ・ソサエティにおける神人類の階級のひとつ。一般兵士で、神人類の中でも最下級にあたる雑兵同然の存在。戦闘力10〜50の者を指し、999名存在する。ナイト以上の神人類はエボリューションすると鎧をまとった人間の姿となるが、ポーンの場合はルーツである動物に酷似した姿となる。なお彼らは皆、本名ではなくルーツの名で呼ばれているが、これがネオ・ソサエティや神人類の取り決めなのかどうかは不明。
ミッドナイト
ネオ・ソサエティにおける神人類の階級のひとつ。中級騎士。戦闘力3001〜6000の者を指し、9名存在する。
ルーツ
神人類がエボリューションした際にモチーフとなる動物。人間の脳や遺伝子には太古からの進化過程がすべて記憶されており、その中から自分のルーツである動物を見つけることにより、エボリューションが可能となる。
ルック
ネオ・ソサエティにおける神人類の階級のひとつ。城主であり、ネオ・ソサエティの最高権力者である。戦闘力9001〜9999の者を指し、1名のみ存在する。

## 反響
ライターのバーグマン田形は、エボリューションの設定は中二病心をくすぐられるが、設定のほとんどが『聖闘士星矢』の二番煎じであり、同作の単行本に紛れていたら別作品だと気付かないレベルだと称している。また、伏線を回収できずに打ち切られ、最終回が掲載された少年ジャンプ巻末の作者コメントで長いリーダー記号の後に「GOOD-BYE」一言のみを残し、様々な思いが込められたリーダー記号があまりにも重すぎたと評した。

## 書籍情報
1. 1993年1月7日発売[4] ISBN 4088710266
2. 1993年3月4日発売[5] ISBN 4088710274